# خیلی مست (ترانه دوجا کت)
«خیلی مست» (به انگلیسی: So High) اولین تک‌آهنگ خواننده و رپر آمریکایی دوجا کت است. او در ابتدا نسخه اولیهٔ این ترانه را در سن ۱۷ سالگی به‌طور انحصاری در ساوندکلاود در ۸ نوامبر ۲۰۱۲ منتشر کرد.

## موزیک ویدئو
موزیک ویدیو رسمی خیلی مست در ۲۵ مارس ۲۰۱۴ منتشر شد. موزیک ویدئو در کویر کالیفرنیا فیلم‌برداری شده بود، دوجا کت این پروژه‌را تا حدودی یک پروژه «پرهزینه» برای هنرمندی کوچکی مانند خودش توصیف کرد. در ویدئو، او به‌عنوان الهه هندی لباس می‌پوشد و عمدتاً بر روی تختی با شکل لوتوس آبی می‌نشیند درحالی که حرکات روان دست را انجام می‌دهد. وی در مصاحبه‌ای فاش کرد که تجربه کودکی‌اش از تمرین هندوئیسم بر زیبایی‌شناسی مورد استفاده در ویدئو تأثیر گذاشته است و گفت: «دنیای ویدئو برای ترانهٔ «خیلی مست» زندگی شخصی و گذشته‌ام الهام گرفته شده است، این چیزی نیست که به‌طور ناگهانی و بدون هیچ پیش‌زمینه‌ای به وجود آمده باشد.» بعدها دوجا کت به موضوعی برای فرهنگ کنسل تبدیل شد، زیرا با افزایش محبوبیتش، برخی افراد موزیک ویدئو «خیلی مست» را به‌دلیل «جنسی‌سازی و ازآن‌خودسازی از فرهنگ هندو» مورد انتقاد قرار دادند. در پاسخ به این موضوع، او در دسامبر سال ۲۰۲۱ بیان کرد: «اگر می‌دانستم که نباید این کار را می‌کردم، احتمالاً انجام نمی‌دادم [...] وقتی چیزی برای بسیاری از مردم این‌قدر مقدس است، فکر می‌کنم بهتر است که حساسیت بیشتری نسبت به آن داشته باشیم و کمی از آن فاصله بگیریم.»